# Friedrich-Schmidt-Platz

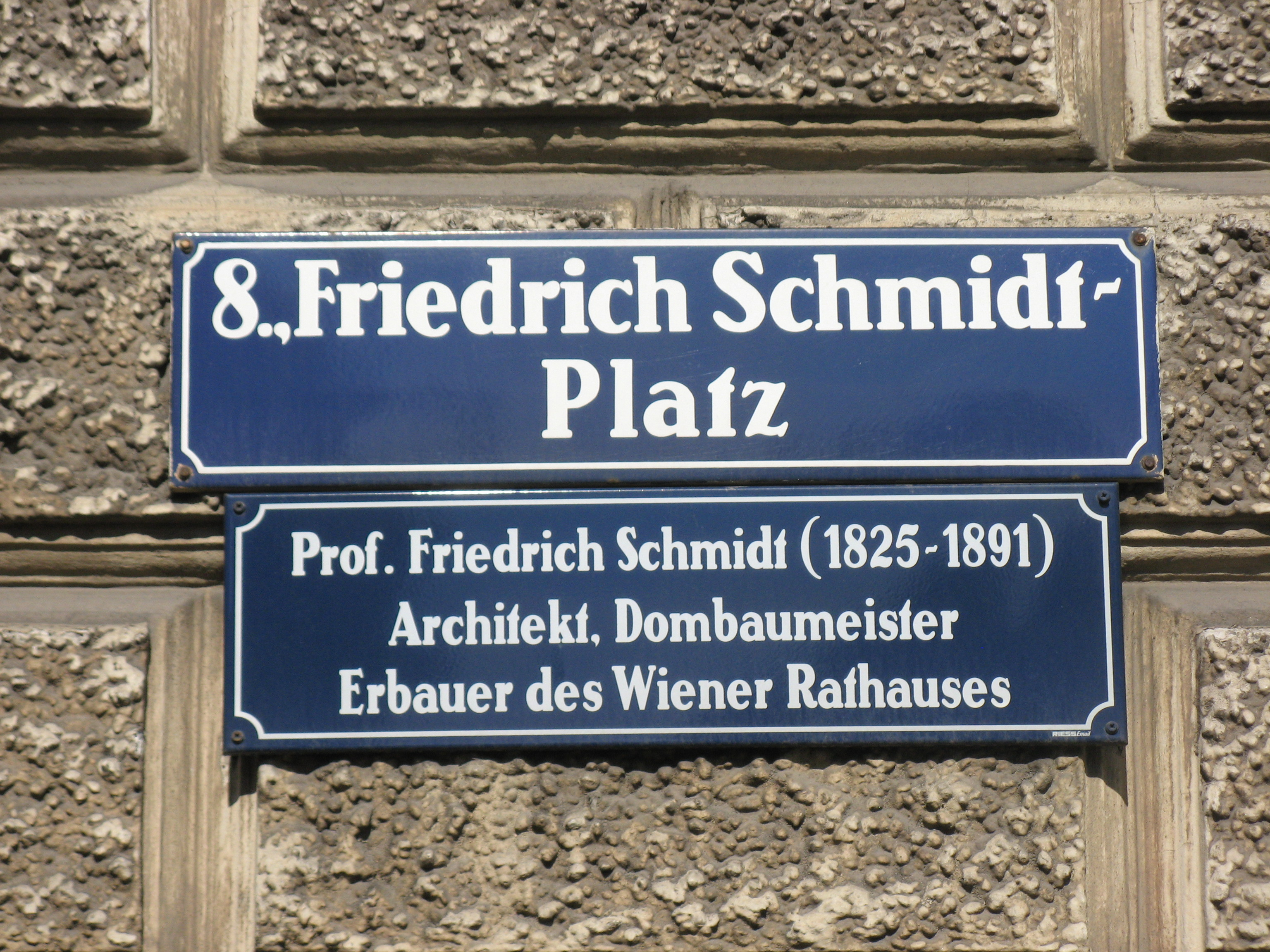
Straßentafel mit Zusatzschild (frühere Schreibung; heute wird auch nach Friedrich ein Bindestrich gesetzt)

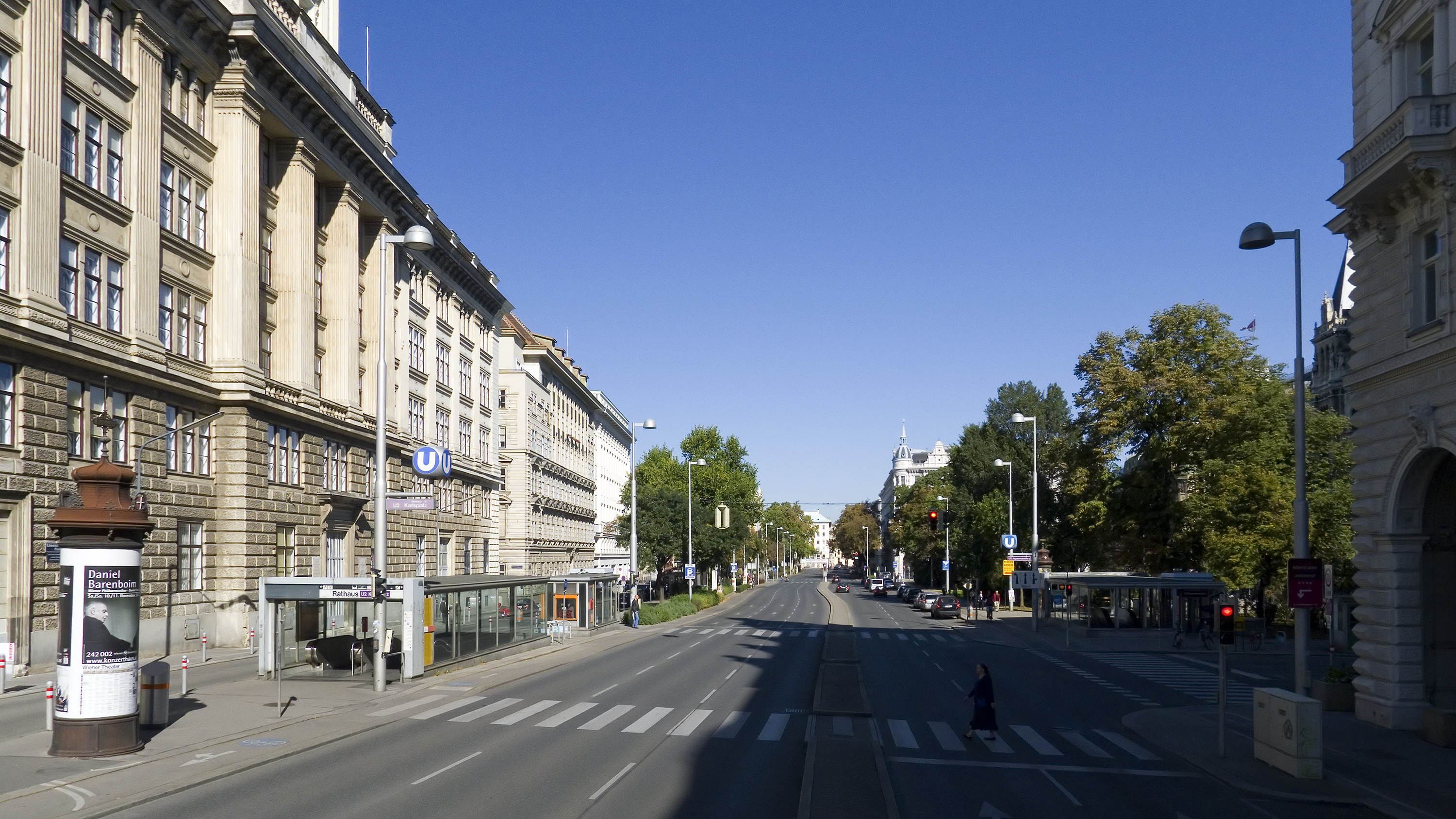
Friedrich-Schmidt-Platz, in seiner Verlängerung die Landesgerichtsstraße

Der Friedrich-Schmidt-Platz befindet sich im 1. Wiener Gemeindebezirk, Innere Stadt, und im 8. Wiener Gemeindebezirk, Josefstadt. Er wurde 1907 nach dem Architekten des 1883 an der östlichen Platzseite eröffneten Wiener Rathauses (damals des Neuen Rathauses), Friedrich von Schmidt, benannt.

## Lage und Charakteristik

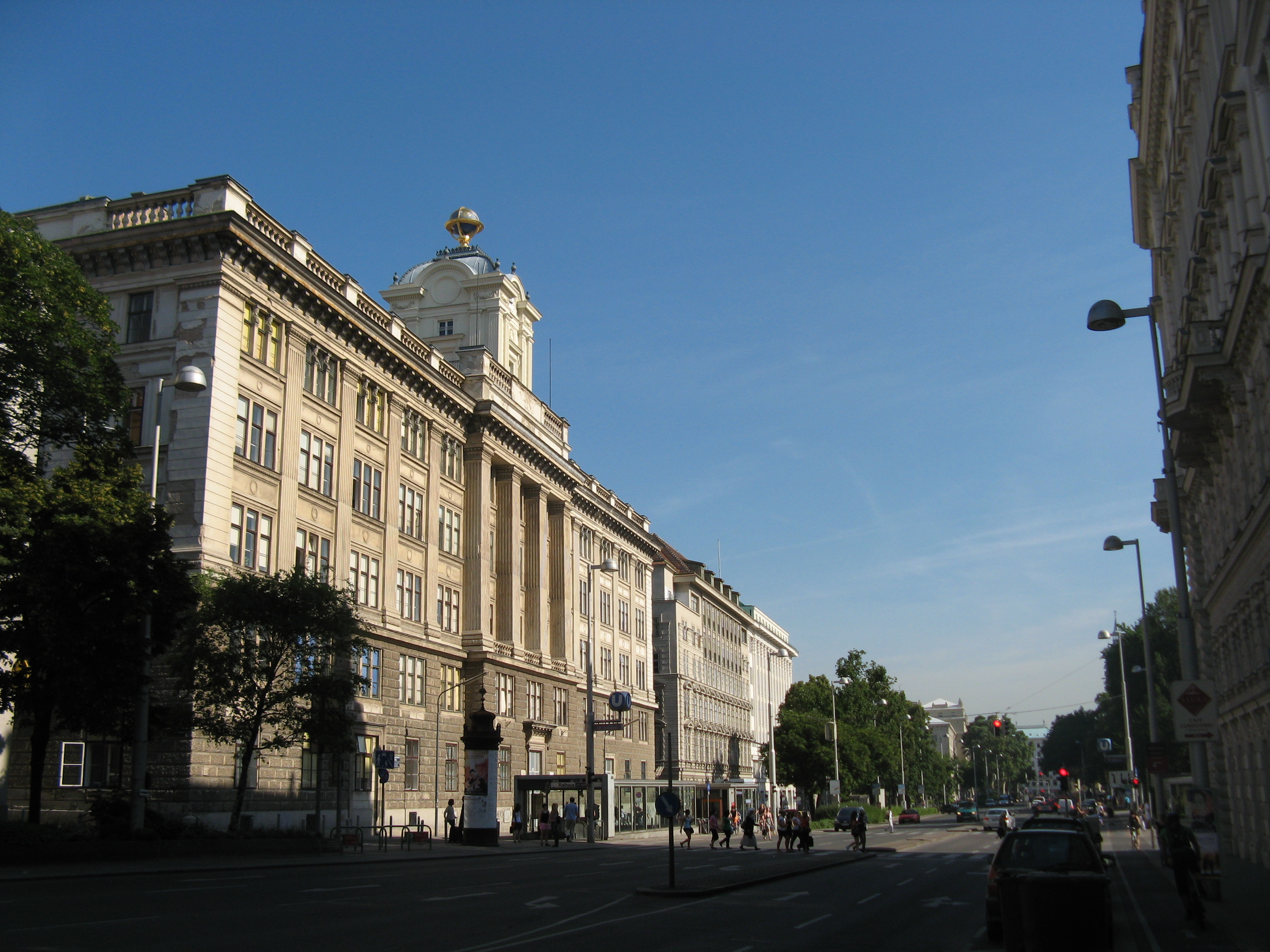
Blick aus der Landesgerichtsstraße nordwärts auf die Häuserfront des Platzes im 8. Bezirk, im Vordergrund Haus Nr. 3

Der Friedrich-Schmidt-Platz unterbricht seit 1907 die in Nord-Süd-Richtung verlaufende, heute in beiden Fahrtrichtungen dreispurig ausgebaute Landesgerichtsstraße, Teil der Zweierlinie, und die zu ihr parallele, direkt an die Hinterfront des Rathauses anschließende Rathausstraße. Die Landesgerichtsstraße wurde am zentrumsferneren Rand des zuvor unbebauten Glacis (hier als Parade- und Exerzierplatz genützt) vor der zur heutigen Altstadt weisenden Häuserfront der Vorstadt Josefstadt angelegt, nachdem die Stadtmauern von 1858 an demoliert worden waren.
Der Platz ist Teil des Rathausviertel genannten Stadtteils, der durch die Verbauung des Parade- und Exerzierplatzes ab 1870 entstand. Hier wurde 1872–1883 das bis in die 1960er Jahre Neues Rathaus genannte Zentrum der Wiener Stadtverwaltung gebaut, für das ursprünglich andere Standorte an der Wiener Ringstraße in Diskussion gewesen waren.

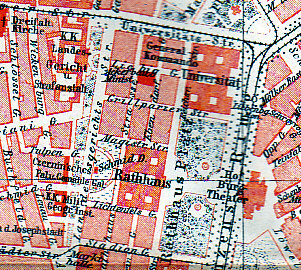
Das Rathaus und seine Umgebung auf einem Stadtplan aus dem Jahr 1896: Das Friedrich-Schmidt-Denkmal ist bereits eingetragen, der Platz selbst noch namenlos.

Der vom Architekten vorgesehene Freiraum an der Rückseite wurde als Parkanlage gestaltet, hatte aber vorerst keinen speziellen Namen. Fünf Jahre nach dem Tod des Architekten wurde ihm dort 1896 ein Denkmal errichtet. 1907 beschloss die Stadtverwaltung den Namen Friedrich-Schmidt-Platz und dehnte dessen Nummerierung auch auf die Gebäude aus, die dem Rathaus an der Landesgerichtsstraße gegenüberlagen oder zuvor an der Nord- und der Südseite des Platzes Adressen der Felderstraße (seit 1899, vorher seit 1874 Magistratsstraße; parallel zur Nordfront des Rathauses) bzw. der Lichtenfelsgasse (parallel zur Südfront) getragen hatten.
Der nunmehr durch die Nummerierung der Häuser definierte Platz bildet ein schmales, Nord-Süd-erstrecktes Rechteck; die Bezirksgrenze 1 / 8 verläuft an der westlichen Kante der Parkanlage hinter dem Rathaus, so dass Fahrbahnen und Gehsteige im Zuge der Zweierlinie zur Gänze im 8. Bezirk liegen, auch der Tunnel der U-Bahn-Linie U2 und die Abgänge zur U-Bahn-Station Rathaus westlich der Fahrbahnen (nur der Abgang an der Südseite des Platzes befindet sich im 1. Bezirk). Im 8. Bezirk, westlich der Fahrbahnen der Zweierlinie, liegt auf dem nach Norden breiter werdenden Platz der kleine, bis zur Einmündung der Florianigasse reichende Florianipark. Der Stil der Verbauung entlang des Platzes ist im 1. Bezirk streng historistisch (zweite Hälfte des 19. Jahrhunderts), im 8. Bezirk biedermeierlich (erste Hälfte des 19. Jahrhunderts).
Die Zweierlinie hat sich im Laufe ihres Bestehens wesentlich verändert. Seit 1901 verkehrten Linien der elektrischen Straßenbahn, vor allem die (seit 1907 so benannten) Linien E2, G2 und H2. Sie wurden von 1966 an in einem Tunnel geführt, in dem sich die Haltestelle Friedrich-Schmidt-Platz / Rathaus befand. Seit 1980 befährt den Tunnel die U-Bahn-Linie U2 und hält in der Station Rathaus. An den östlichen Platzecken des Friedrich-Schmidt-Platzes befinden sich Ein- und Ausfahrt der 1946 aus einem Luftschutzbunker (Rathausbunker) entstandenen Tiefgarage für Dienstfahrzeuge der Stadt Wien. Über den Platz verlaufen auch Radwege.

## Bauwerke und Parks

### Nr. 1: Rathaus

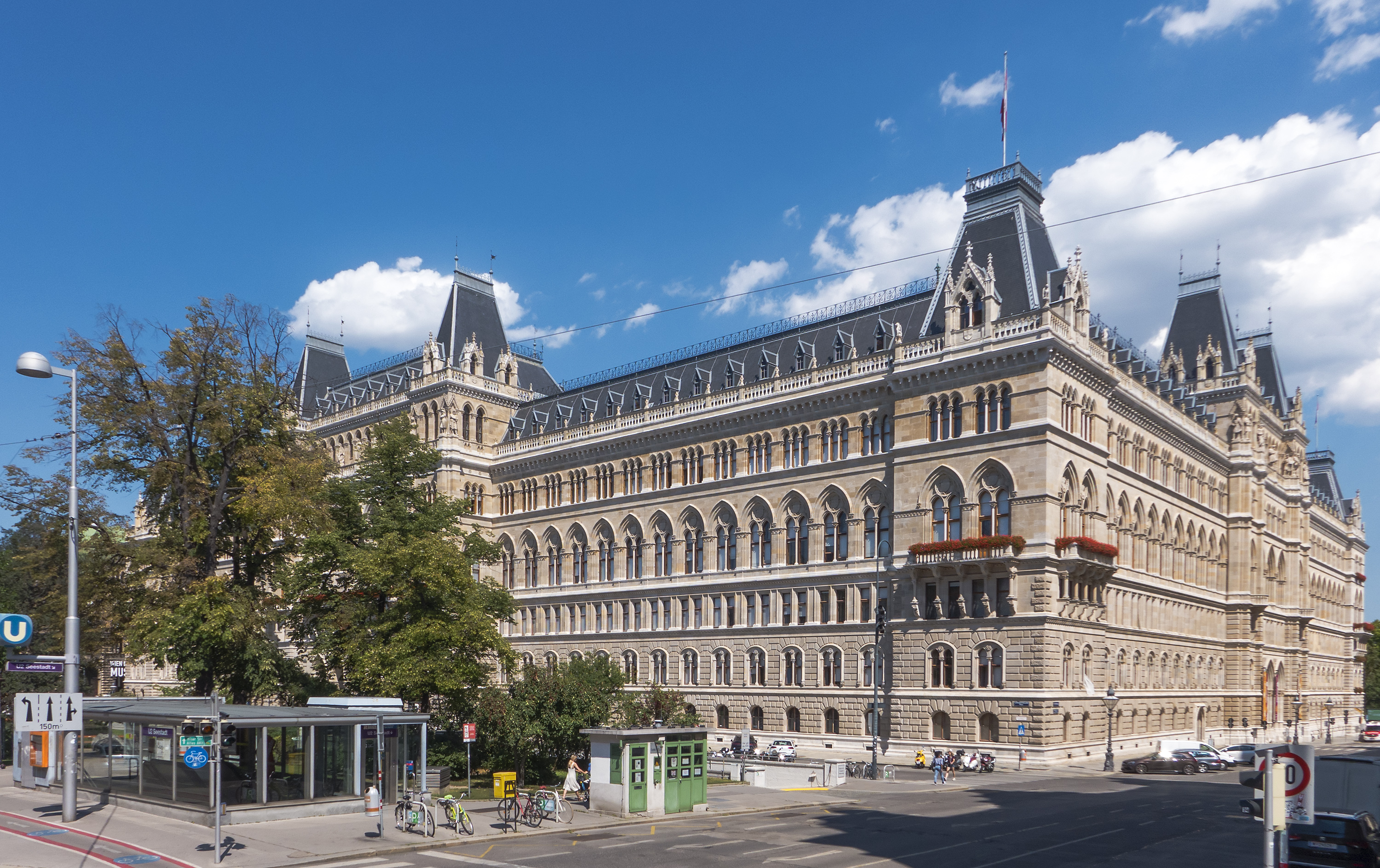
Nr. 1: die Rückseite des Rathauses, Ecke Lichtenfelsgasse; im Vordergrund Abgang zur U-Bahn-Station

Das Neue Rathaus wurde auf die Ringstraße ausgerichtet. Das in neugotischem Stil errichtete Gebäude wurde 1872–1883 von Friedrich von Schmidt erbaut. Die gesamte östliche Länge des Friedrich-Schmidt-Platzes (1. Bezirk) wird von der Rathaus-Rückseite zwischen Felderstraße (seit 1899, vorher seit 1874 Magistratsstraße) und Lichtenfelsgasse eingenommen. Die Fassade besitzt dort einen hervortretenden Mittelrisalit und zeigt folgende Statuen: In der Mitte die Vindobona von Edmund Hellmer, seitlich davon je 4 allegorische Figuren (Gerechtigkeit, Stärke und Weisheit von Edmund Hellmer, und Treue von Heinrich Fuß; Kunst, Wissenschaft und die Gruppe Erziehung und Wohltätigkeit von Edmund Hofmann von Aspernburg).
An der zum Platz weisenden Rathausseite befand und befindet sich im 1. Stock der Gemeinderatssitzungssaal. Der Architekt sah daher hier eine Wageneinfahrt vor, von der ankommende Gemeinderäte über die Stiegen 7 und 8 direkt zu ihrem Sitzungssaal gelangen konnten; außerdem bestand und besteht ein Durchgang zum Arkadenhof. (In der Einfahrt wurde später ein Feuerwehrfahrzeug in Bereitschaft gehalten; Ende der 1960er Jahre wurde die Einfahrt durch ein Informationsbüro namens Rathausinformation, später Stadtinformationszentrum, ersetzt.)

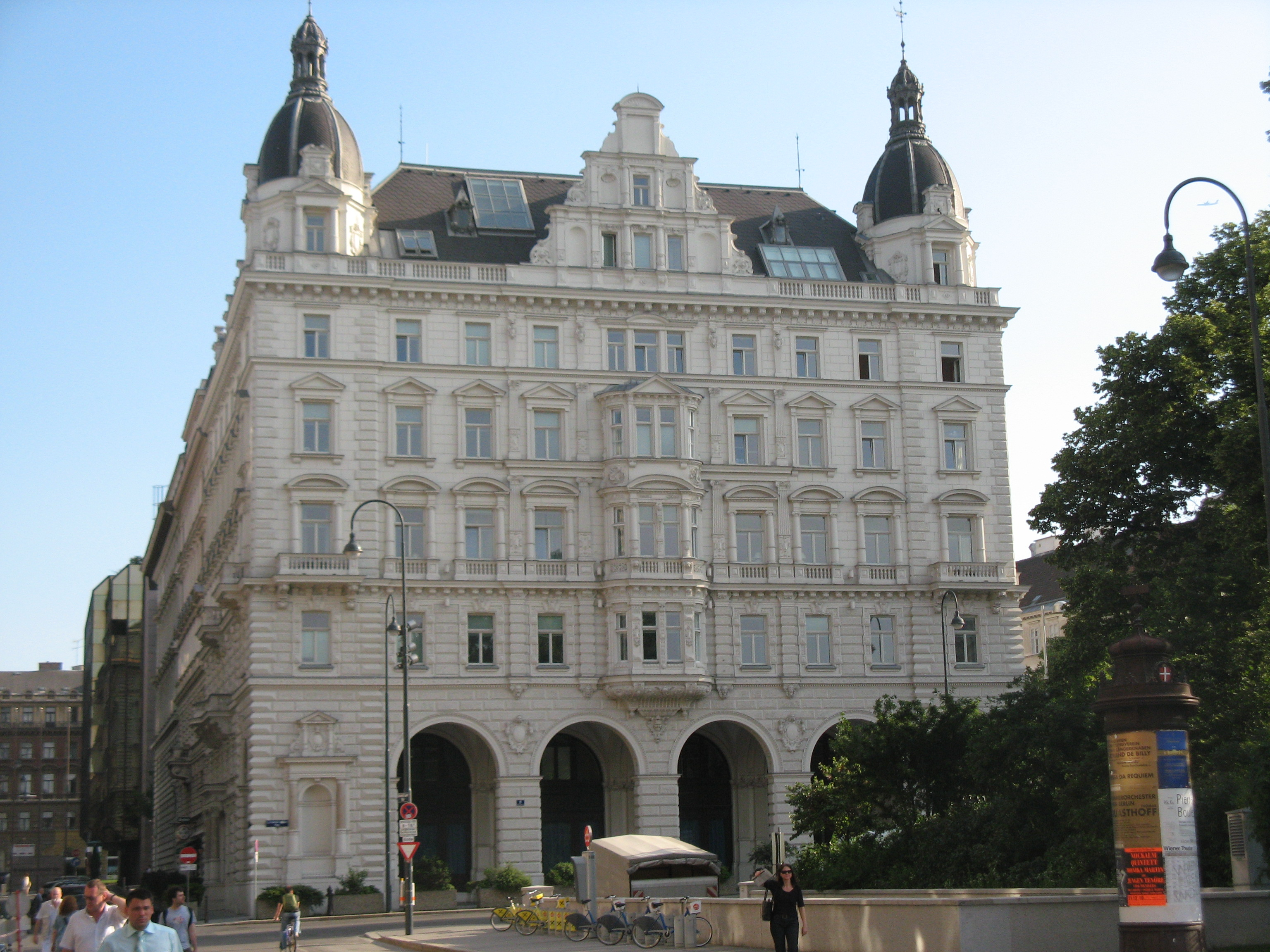
Nr. 2: Dionys Milch und Heinrich Hellin (1882)

### Nr. 2: Amerika-Haus
Das bemerkenswerte, auf drei Seiten freistehende Arkadenhaus (Seitenfronten: 1., Rathausstraße 7, und 1., Landesgerichtsstraße 8) wurde 1882 von den Architekten Dionys Milch und Heinrich Hellin errichtet. Dass das Haus mit Arkaden zu bauen war, hatte der Stadterweiterungsfonds für das ganze Rathaus-Arkadenensemble vorgegeben. Der historistische Bau ist in altdeutschen Formen gestaltet und besitzt zwei Eckrisalite mit hohen Tambourkuppeln. Die besonders gestaltete Mittelachse zeigt einen hohen Attikagiebel und dreigeschoßige Erker. Der Arkadengang ist kreuzrippengewölbt. Aufwändig gestaltet ist der Seiteneingang in der Rathausstraße mit korinthischem Säulenportal, Schmiedeeisengitter und Profilbüsten. Das dahinter liegende Foyer ist stuckmarmorverkleidet, wobei auf einem schwarzen Sockel graugrüne Felder und Pilaster folgen, und wird zum Stiegenhaus hin erweitert. Die Stuckkassettendecke besitzt Deckengemälde und Putten.
Hier ist das Amerika-Haus Wien  angesiedelt. Dieses gab es seit 15. April 1946. Es befand sich anfangs als U.S. Information Center in der Kärntner Straße 38. 1957 übersiedelte es in den Opernring-Hof. Seit 1971 residiert es am Friedrich-Schmidt-Platz 2. Es wurde ursprünglich von der United States Information Agency (USIA) betrieben und beherbergte eine amerikanische Bibliothek. Als die USIA 1999 aufgelöst wurde, wurde auch das Amerikahaus geschlossen. Im April 2012 wurde es unter Ägide der Botschaft der Vereinigten Staaten wiedereröffnet und hauptsächlich als Veranstaltungsort genutzt, etwa für Vorträge und insbesondere für die Pflege des Jazz.

### Nr. 3: Ehem. Militärgeographisches Institut, ehem. Eichamt

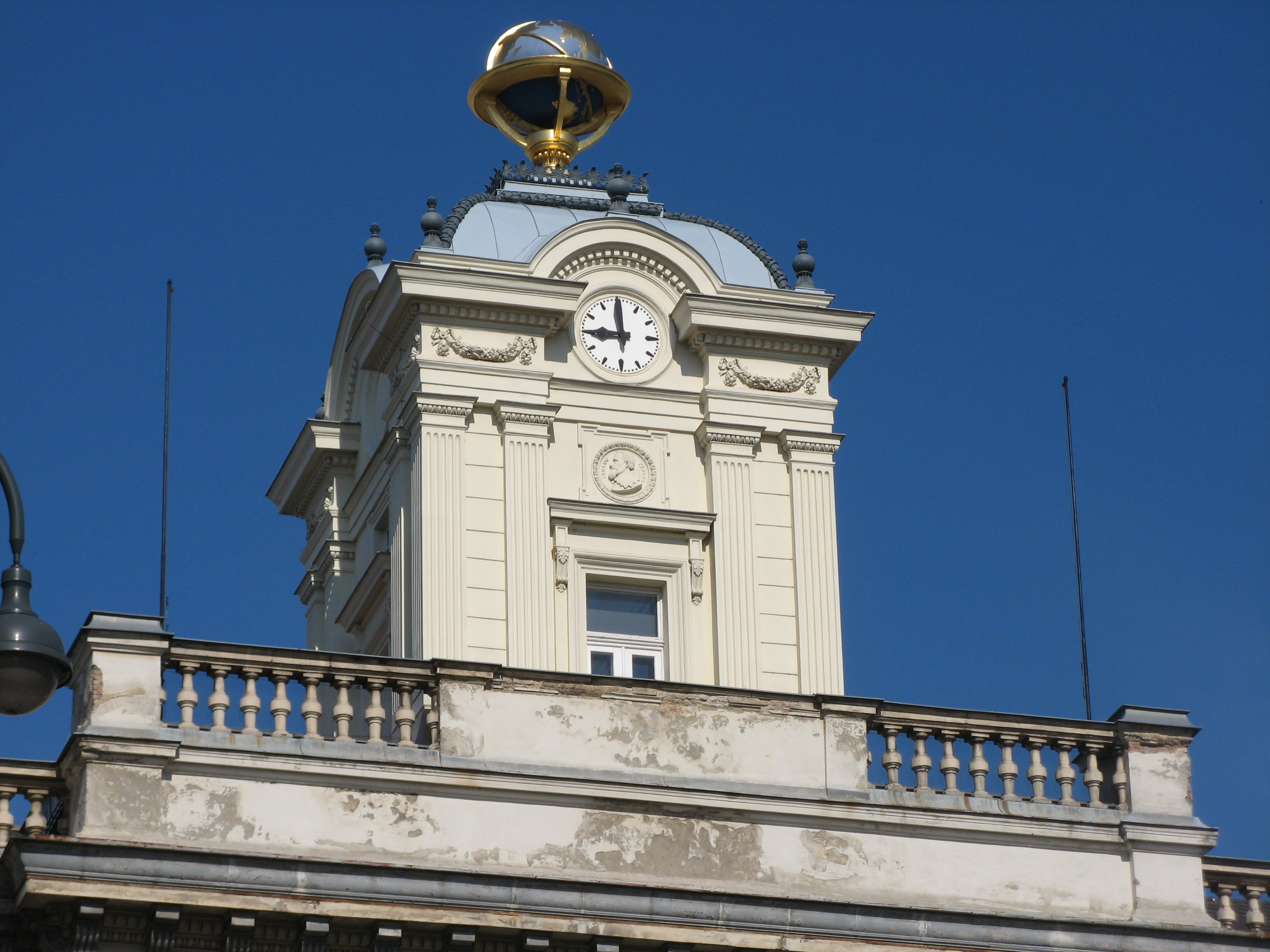
Nr. 3: Aufsatz am ehemaligen Militärgeographischen Institut

Das dominanteste Gebäude der Häuserfront im 8. Bezirk ist das ehemalige Militärgeographische Institut Ecke Schmidgasse 1. Es wurde 1840–1842 von Franz Ferdinand von Mayern erbaut und ist ein Beispiel eines monumentalen Verwaltungsbaus aus der Zeit des Vormärz. 1870–1871 erfolgte seine Erhöhung um ein Stockwerk. Das Gebäude lag ursprünglich an der Vorstadtfront und am freiliegenden Glacis. Der kubische Baukörper besteht aus einer zweigeschoßigen Sockelzone, auf der drei gleichartige Obergeschoße liegen, die durch dorische Riesenpilaster gegliedert sind. In der Mittelachse wurde ein turmartiger Pavillon aufgesetzt, der bis 1927 als Sternwarte diente. Auf dem kuppeligen Walmdach befindet sich ein vergoldeter Globus als Aufsatz, an der Vorderseite ein Porträtrelief von Johannes Kepler.
Das Militärgeographische Institut wurde vom k. k. Heer in Mailand gegründet und mit dem Bau dieses Gebäudes nach Wien verlegt. Es war eine der bedeutendsten kartographischen Institutionen seiner Zeit, in der genaue Karten aller Länder des Kaisertums Österreich und angrenzender Regionen erstellt wurden. Am Institut wirkte der Schriftsteller Franz Karl Ginzkey, für den eine Gedenktafel am Gebäude angebracht wurde. Nach dem Ende der Monarchie befand sich hier von 1923 bis 1983 das Bundesamt für Eich- und Vermessungswesen (Landesaufnahme), das die Herausgabe amtlicher Landkarten übernahm. Heute sind Dienststellen des Wiener Magistrats hier untergebracht.

### Nr. 4: Ehem. Czernin'sches Palais und Gemäldegalerie

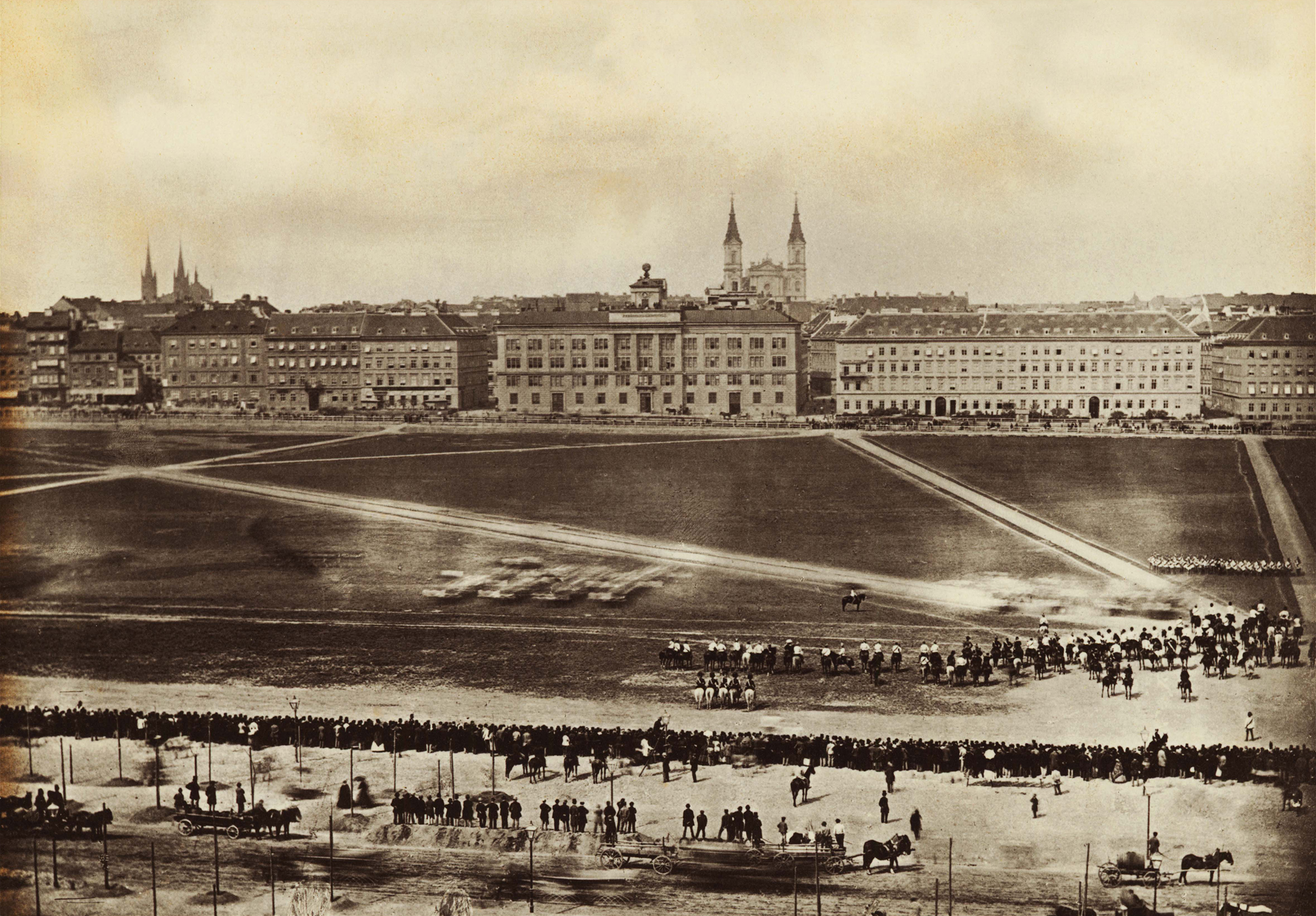
Das Czernin’sche Palais 1860 (im Bild rechts neben dem k.k. Militärgeographischen Institut)

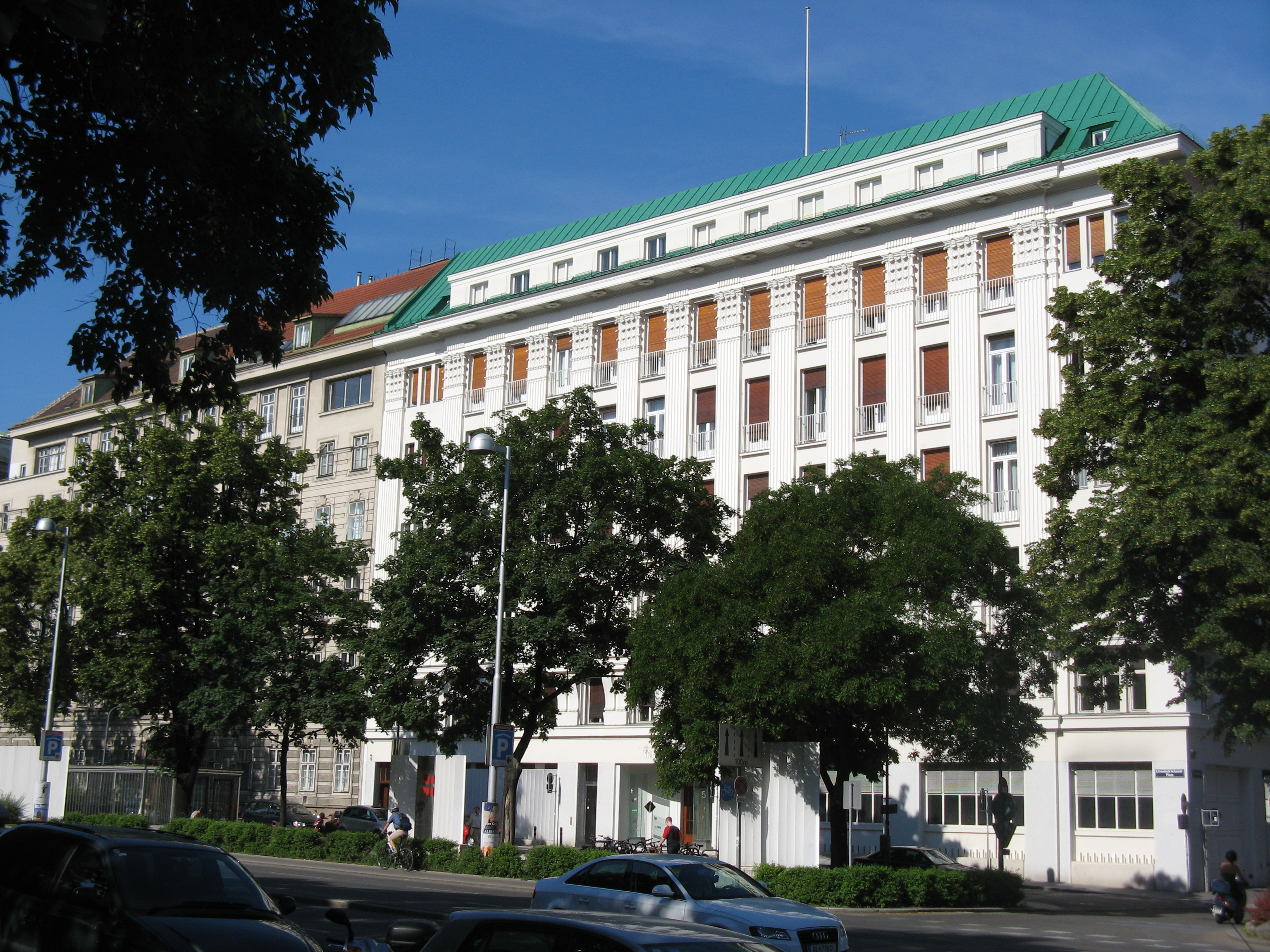
Nr. 4: ehem. Czernin’sche Gemäldegalerie, und Nr. 5: Bürohaus der Stadt Wien

Siehe: Palais Czernin in der Josefstadt
Das Gebäude wurde 1837 für die Familie Czernin von und zu Chudenitz errichtet. Von 1845 bis 1954 befand sich hier die von Johann Rudolf Graf Czernin begründete private Kunstsammlung. Der ursprüngliche rechte Flügel des Palais wurde später abgerissen und durch das 1916 eröffnete Bürohaus auf Nr. 5 ersetzt.

### Nr. 5: Bürohaus des Magistrats
Das Bürohaus des Magistrats der Stadt Wien Ecke 8., Tulpengasse 1, wurde 1914–1916 von Fritz Keller errichtet. Es wurde anstelle eines Teiles des benachbarten Palais Czernin erbaut. Es handelt sich um einen kubisch geschlossenen, blockhaften Bau, zwischen dessen erstem Obergeschoß massive Volutenkonsolen mit Sockelgesimsen liegen. Kolossalpilaster mit stilisierten Akanthuskapitellen gliedern die Stockwerke. Das Vestibül ist achteckig mit Rundbogennischen und Durchgängen. Im Stiegenhaus befinden sich figurale und ornamentale Keramikreliefs von Franz Barwig dem Älteren (1916). Im Haus sind vor allem das Büro des Kulturstadtrats und die für Kultur zuständige Magistratsabteilung 7, inoffiziell noch Kulturamt genannt, untergebracht. 1917 zog dort in den unteren Etagen die Leitung der Wiener Niederlassung der C. Lorenz-Werke ein.

### Nr. 6: Ehem. Lilienfelder Hof
Das Gebäude wurde 1839 errichtet und liegt Ecke 8., Tulpengasse 2. Es wurde 1844 vom Stift Lilienfeld gekauft; dieser Lilienfelder Hof war der fünfte in Folge, den das Stift seit 1260 in Wien betrieb.

### Nr. 7
Dieses biedermeierliche Vorstadtzinshaus wurde 1839 von Anton Hoppe und Ignaz Ram erbaut. Über dem Rundbogenportal befindet sich ein Gitterbalkon, im Hauptgeschoß bestehen flache Dachgiebelverdachungen mit Rosettendekor. Hinter der originalen Holztür liegt eine kreuzgratgewölbte Einfahrt. Rechts neben dem Haus befindet sich Ecke 8., Florianigasse 1, die Liegenschaft 8., Landesgerichtsstraße 7.

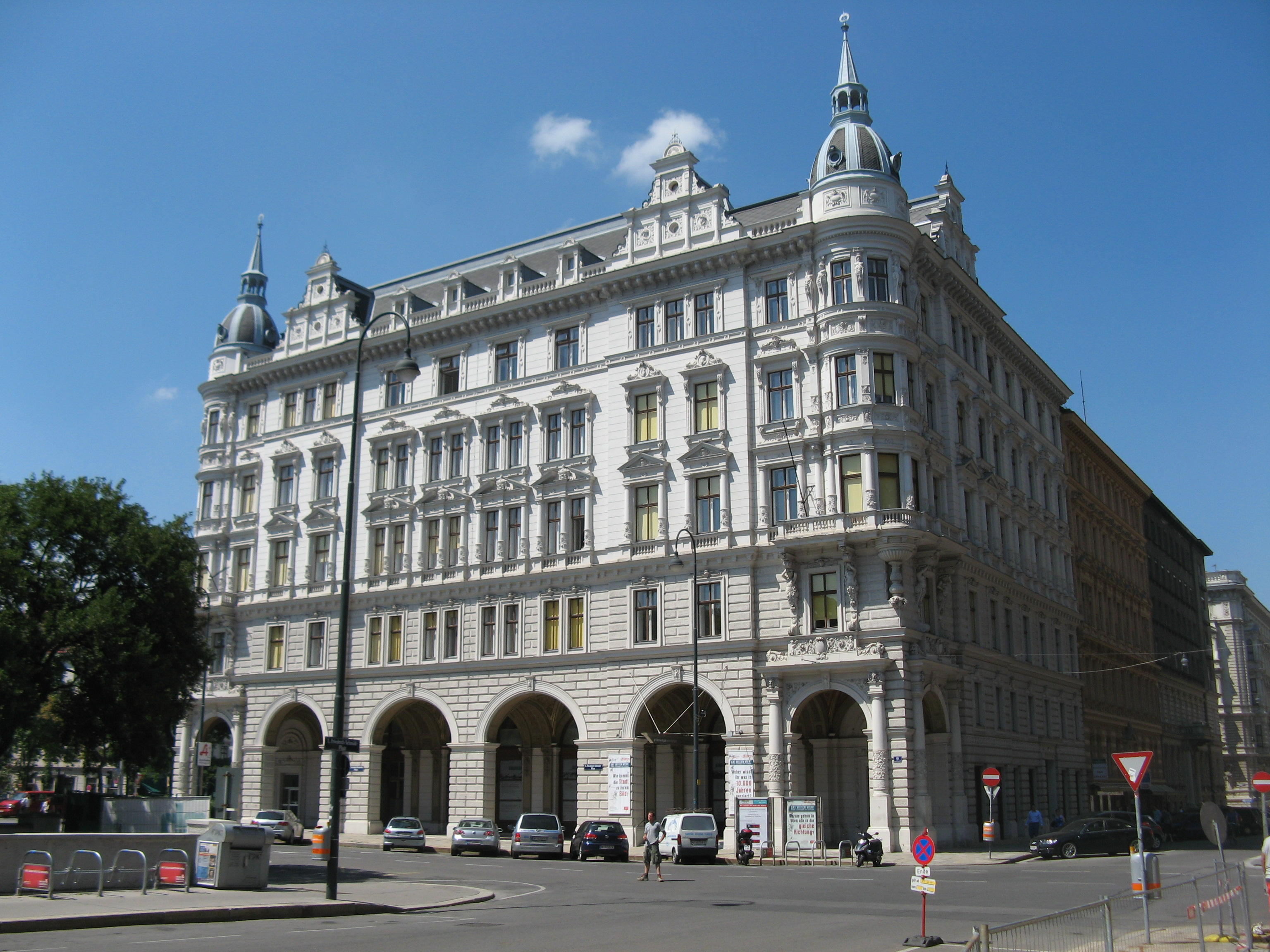
Nr. 8–9: Ehem. Palais Obentraut

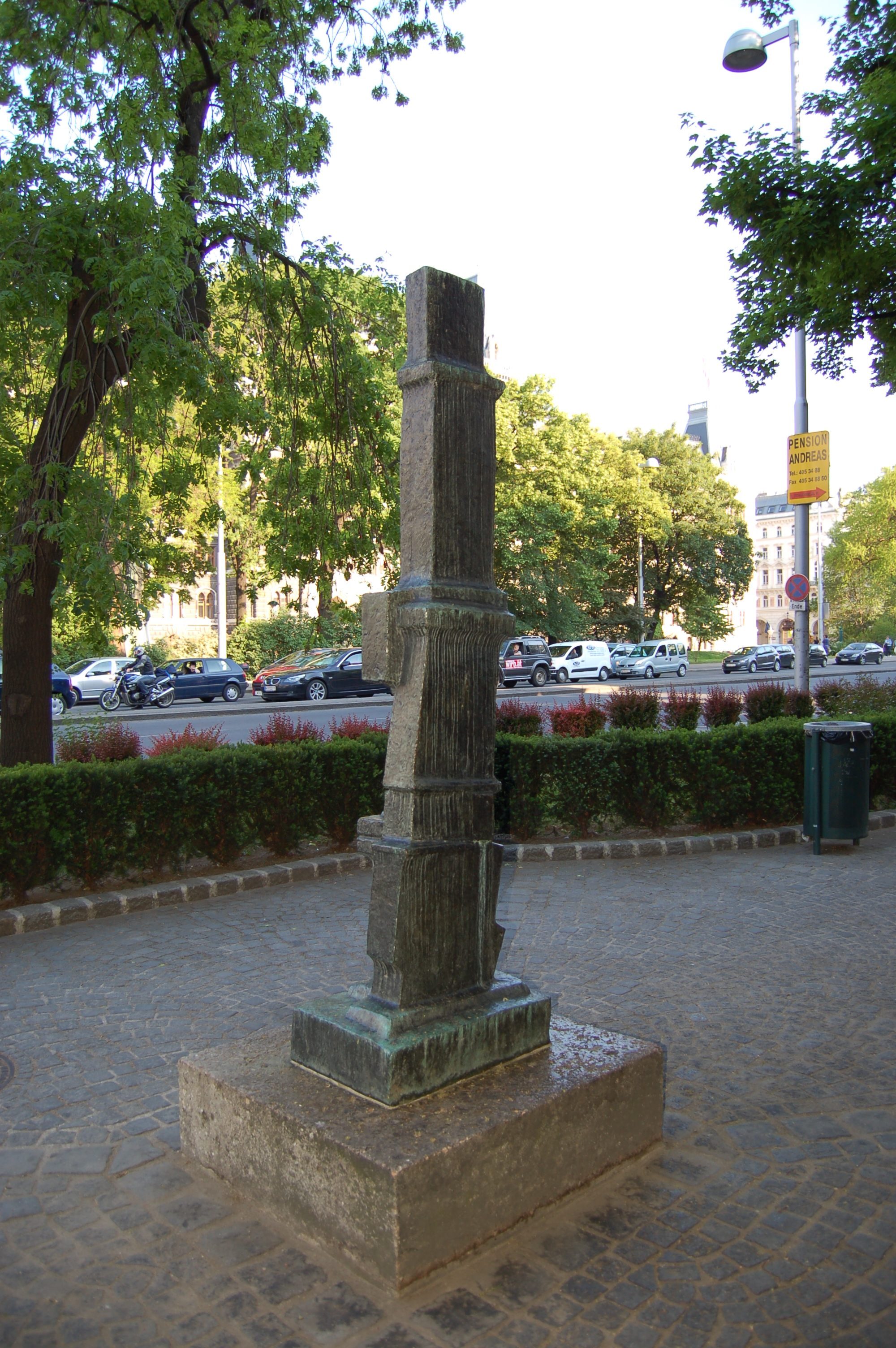
Fritz Wotrubas Stehende Figur, 1960, wurde 1970 vor Nr. 6 aufgestellt.

### Nr. 8–9: Ehem. Palais Obentraut
Das auf drei Seiten freistehende Arkadenhaus (Seitenfronten: 1., Landesgerichtsstraße 10, und 1., Rathausstraße 9) wurde 1882/1883 von Ladislaus Boguslawski errichtet. Auftraggeberin war Hedwig von Obentraut (geb. Münzberg), Gattin des Politikers und Verwaltungsbeamten Adolf von Obentraut (1833–1909). Dass das Haus mit Arkaden zu bauen war, hatte der Stadterweiterungsfonds für das ganze Rathaus-Arkadenensemble vorgegeben. Es ist ein Beispiel eines bedeutenden späthistoristischen Hauses in altdeutschen und Renaissanceformen. Die Fassade besitzt seichte Seitenrisalite mit hohen Giebeln und überkuppelte Eckerkertürmchen, die durch Halbsäulen und Karyatidhermen gegliedert sind.
Der Arkadengang ist kreuzrippengewölbt und durch Malereien verziert. An den Seitenfassaden liegen stuckierte Einfahrten mit Pilastergliederung, Ädikulen und Kassettendecken. Zum Stiegenhaus führen Doppelmarmorsäulen, die Holztüren sind mit Ätzglasverzierungen geschmückt. Im Hof befinden sich Pawlatschen.
Das Haus befand sich im Eigentum des Landes Niederösterreich, das bis 1920 auch Wien umfasste, und wurde bei der Aufteilung des Landeseigentums auf die beiden Bundesländer Wien und Niederösterreich ohne Wien im Trennungsgesetz, das der Wiener und der niederösterreichische Landtag übereinstimmend beschlossen, Ende 1921 dem Land Wien zugeteilt. Im Haus ist heute der Stadtrechnungshof (Nr. 10) sowie die Wiener Planungswerkstatt des Magistrats untergebracht, die im Erdgeschoß Ausstellungsräume betreibt. Der Bau steht unter Denkmalschutz.

### Park und Denkmal

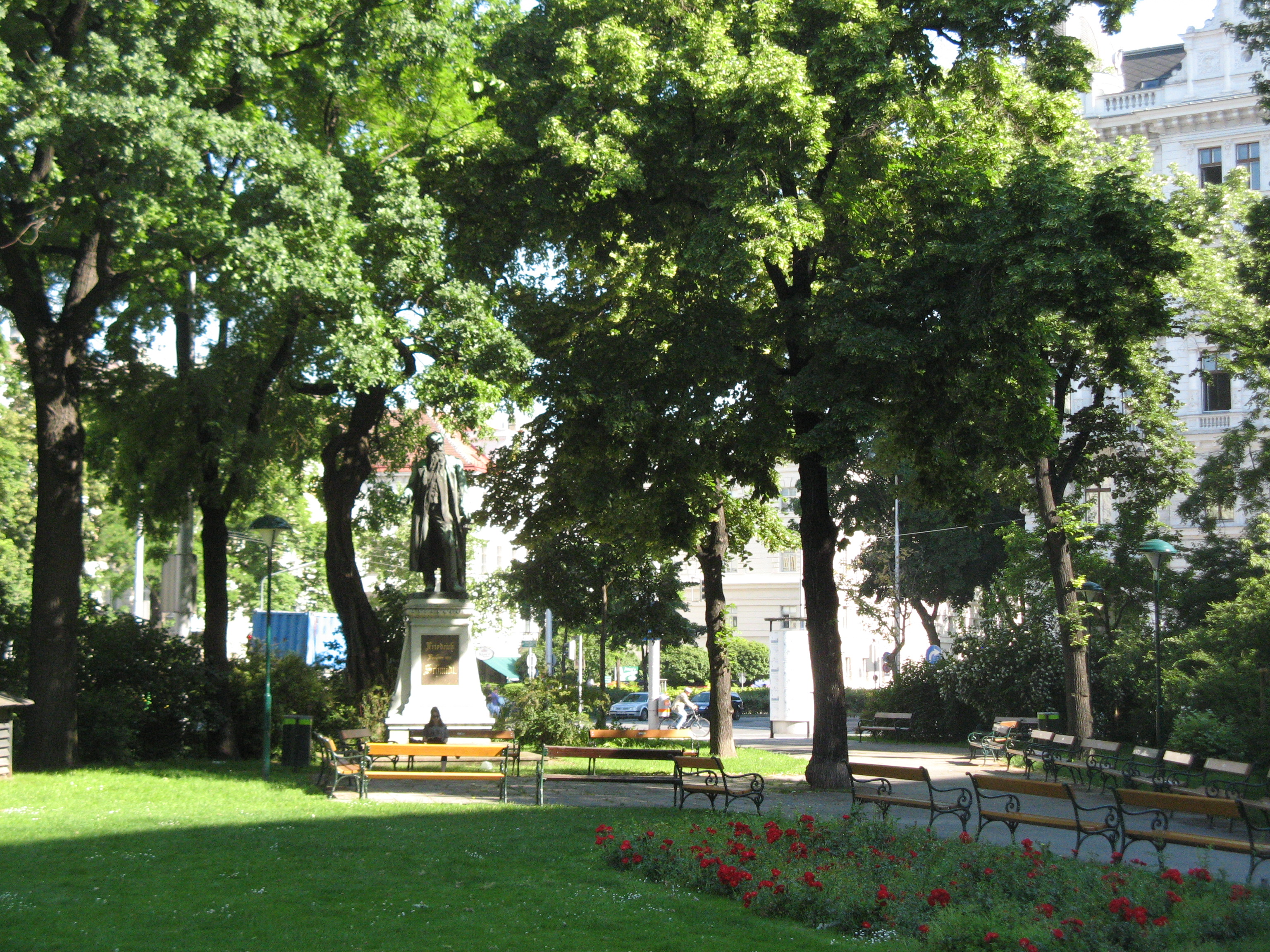
Park mit Friedrich-Schmidt-Denkmal

Zwischen Rathaus-Rückseite und Landesgerichtsstraße liegt im 1. Bezirk eine Parkanlage; sie wurde 1885 von Stadtgärtner Gustav Sennholz nach Plänen des Architekten Lothar Abel angelegt. In der Mitte des Parks wurde 1896 an der Landesgerichtsstraße das von Edmund Hofmann von Aspernburg und Julius Deininger entworfene Friedrich-von-Schmidt-Denkmal errichtet, eine späthistoristische Bronzestatue auf Steinsockel. Nach seiner aus Sicherheitsgründen erfolgten Abtragung während des Zweiten Weltkrieges wurde es 1951 neu aufgestellt und im Zuge der verkehrstechnischen Umgestaltung der Landesgerichtsstraße, bei der die Straßenbahn Mitte der 1960er Jahre unter die Erde verlegt wurde, ohne die ursprüngliche architektonische Rahmung von Julius Deininger auf die nördliche Seite des Parks versetzt.

### Florianipark
Im 8. Bezirk befindet sich zwischen Landesgerichtsstraße und Häuserfront eine kleine und schmale Grünanlage, die den Namen Florianipark (wie die von dort wegführende Florianigasse nach einem Hausschild, das den Heiligen Florian zeigt, benannt) trägt. In der Mitte des Parks wurde vor dem Haus 8., Friedrich-Schmidt-Platz 6, 1970 eine Bronzeplastik von Fritz Wotruba aus der Zeit um 1960 namens Stehende Figur positioniert.